# Podolski (Rusia)
Podolski (del ruso: Подо́льский) es un jútor del raión de Apsheronsk del krai de Krasnodar, en Rusia. Está situado en las vertientes septentrionales del Cáucaso Occidental, en la orilla izquierda del río Neftianka, afluente por la izquierda del Psheja, afluente del Bélaya, de la cuenca del Kubán, 13 km al sur de Apsheronsk y 95 km al sureste de Krasnodar, la capital del krai. Tenía 90 habitantes en 2010
Pertenece al municipio Neftegórskoye.